# I've
I've (アイブ) är en produktionsgrupp i Sapporo, Hokkaido, Japan inom J-techno och trancemusik. De har varit aktiva sedan 1998, och har bland annat producerat ett par låtar som används i dansspelet Dance Dance Revolution.